# BLS Re 4/4
Die BLS Ae 4/4II, ab 1969 Re 4/4 (seit 1995: Re 425) ist eine elektrische Universallokomotive der ehemaligen Bern-Lötschberg-Simplon-Bahn (BLS), die zeitgleich mit der SBB Re 4/4II in Betrieb genommen wurde. Seit der Unternehmensfusion von 1996 stehen die Lokomotiven bei der BLS Lötschbergbahn (heute BLS AG) im Einsatz.

## Geschichte
Die BLS Ae 4/4II wurde von 1964 bis 1983 als Universallokomotive mit guter Bergleistung beschafft, um die Züge mit höheren Geschwindigkeiten befördern zu können und um die Lokomotiven der Gründungsjahre abzulösen.
Aufgrund der sehr erfolgreichen Konstruktion der Ae 4/4 der BLS, der ersten laufachslosen Hochleistungslokomotive der Welt, leiteten die BLS und SLM die Neuentwicklung von dieser Reihe ab. Das ist auch an der Kastenform eindeutig zu erkennen: Die Anordnung der Einstiege an der Lokfront wurde von der Ae 4/4 übernommen. Das Fahrgestell ist ähnlich demjenigen der SBB Re 4/4II. Doch da hören die Gemeinsamkeiten zu dieser auch sehr erfolgreichen Baureihe auf. So wird die Kraft mit einer anders konstruierten Tiefzuganlenkung und Seilzug auf die Schienen gebracht. Statt Sandereinrichtungen besitzt die Lokomotive Schienendüsen. Bei vielen Versuchen und Vergleichen mit z. T. ausländischen Lokomotiven stellt die Re 4/4 noch heute ihre enorme Leistungsfähigkeit am Berg unter Beweis. Einen 630-Tonnen-Zug kann die Lokomotive auf einer 26-‰-Steigung mit 80 km/h befördern. Die Stundenzugkraft beträgt 226 kN bei 77,5 km/h. So wurde damals, aufgrund der Vorführ- und Probefahrten der mit Thyristorsteuerung ausgerüsteten Re 4/4 161 am Semmering, die ÖBB 1044 entwickelt. 
Die Ansteuerung der Fahrmotoren erfolgt über den BBC-Trafo, Stufenschalter mit Luftmotor auf den Diodengleichrichter. Die elektrische Bremse, bis 600 A Bremsstrom, wirkt mithilfe der Dachwiderstände. Die Lokomotiven können in Vielfachsteuerung unter sich oder mit Re 465 verkehren. Ebenfalls möglich war einige Jahre lang die Vielfachsteuerung mit den inzwischen ausrangierten Ae 8/8 und Ae 4/4, nachdem diese Loktypen mit Vielfachsteuerung ausgerüstet worden waren. Bei den Re 4/4 war die Vielfachsteuerung ab 1967 eingebaut worden.
Die ersten fünf Maschinen waren bei Ablieferung nur für 125 km/h zugelassen und wurden dementsprechend Ae 4/4II 261–265 bezeichnet. 1969 wurden sie nach Änderung der Kastenabstützung auf Schraubenfedern und ausgedehnten Versuchsfahrten für die Reihe R zugelassen und die Höchstgeschwindigkeit auf 140 km/h hinaufgesetzt. Seither tragen die Lokomotiven die Bezeichnung Re 4/4 161–165.
Ab Nummer 174 bekamen die Lokomotiven eine für die automatische Kupplung vorbereitete Pufferbohle, dadurch erhöhte sich die Länge über Puffer. 

## Einsatz

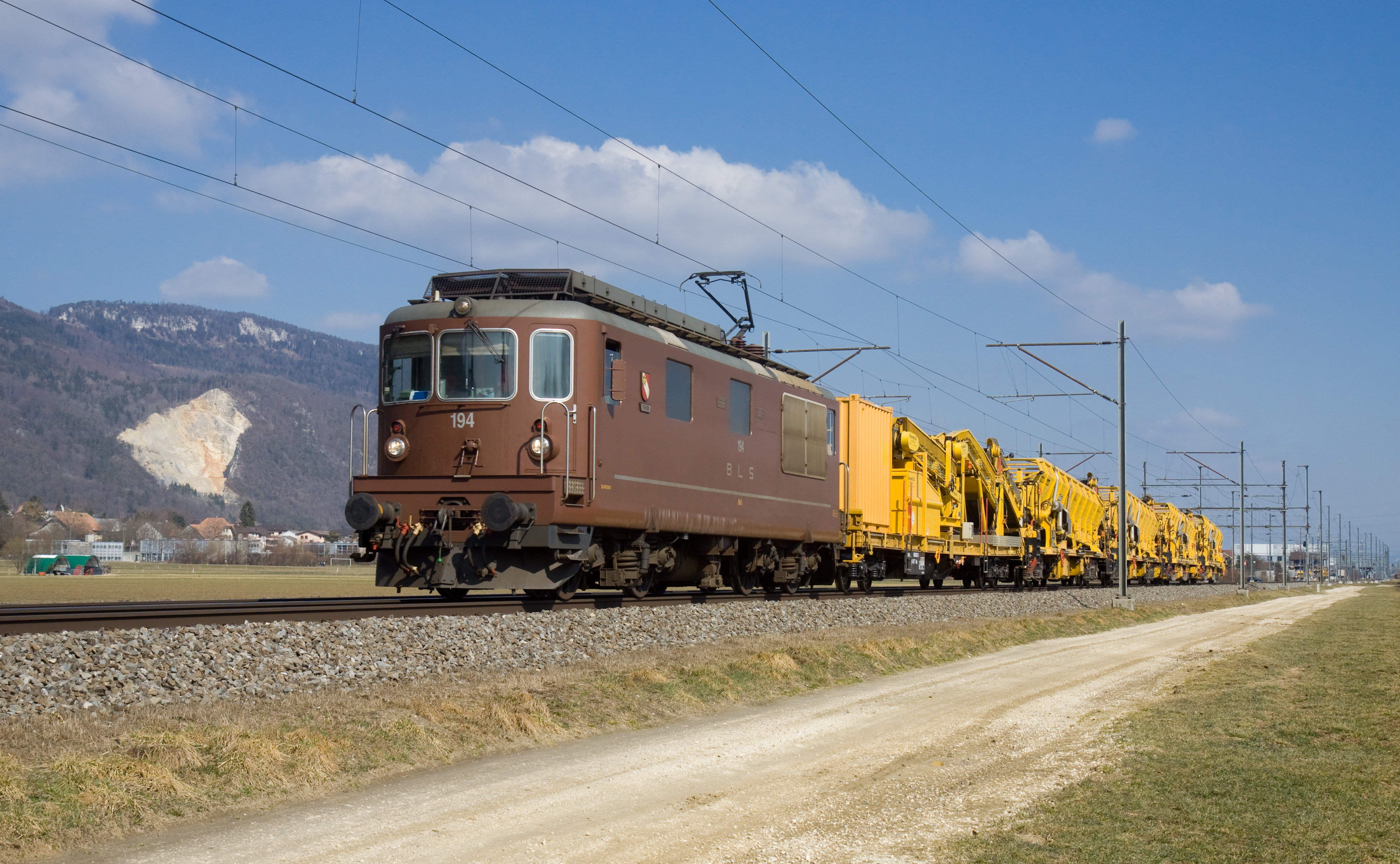
Re 425 194 mit Einholmstromabnehmer zwischen Oberbuchsiten und Oensingen, 2012

Zu Beginn wurden die Lokomotiven vor allem im schweren Schnellzugsdienst verwendet, wo sie nach und nach die BLS Ae 6/8, Ae 8/8 und Ae 4/4 ablösten. Mit zunehmender Anzahl wurden die Einsätze auf alle Verkehrsarten ausgedehnt. Im Regionalverkehr und Schnellzügen nach Neuenburg (heute IR – Interregio) wurden auch Pendelzüge mit Re 4/4 und Steuerwagen formiert. Die Einsätze im Personenverkehr endeten im Dezember 2013. Weiterhin in Pendelzügen eingesetzt sind die Re 4/4 in Autoverladezügen Kandersteg–Goppenstein und im Ferienreiseverkehr auch Kandersteg–Iselle. 

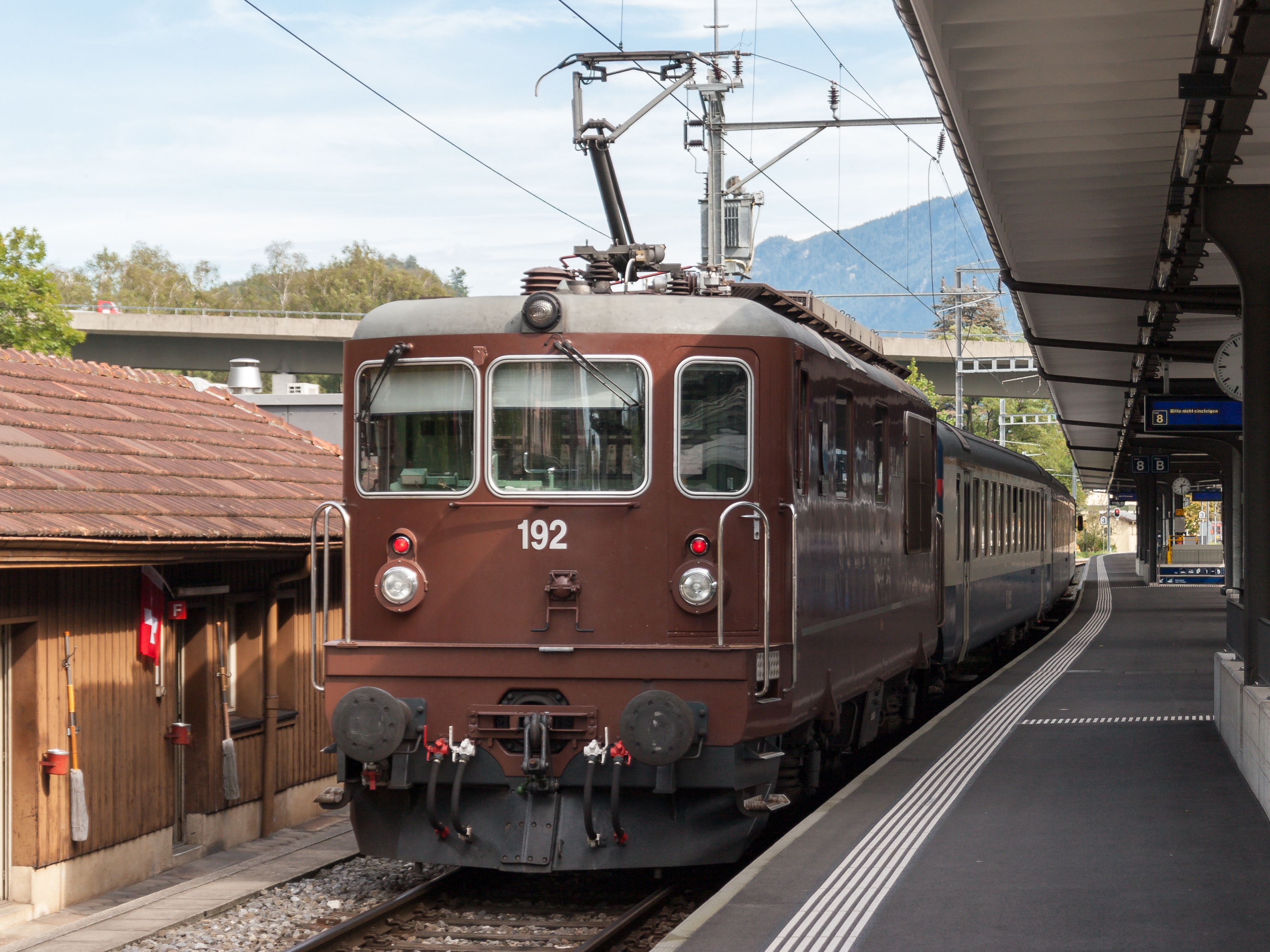
BLS Re 425 Nr. 192 „Spiez“ mit Regionalzug in Interlaken Ost, 2010.

Dafür benötigt werden zwischen zwei und neun Lokomotiven. Die übrigen werden zusammen mit den Re 465 und Re 485 im Güterverkehr eingesetzt. Die Loks 162 bis 181 gehören buchmässig BLS Cargo, werden aber mit den anderen 15 Loks gemeinsam eingesetzt. 170 bis 190 sind mit ETCS ausgerüstet und können somit (als führendes Triebfahrzeug) den Lötschberg-Basistunnel und die Neubaustrecke Mattstetten–Rothrist befahren. 191 bis 195 sind für den Personenverkehr mit Railvox-Geräten ausgerüstet.
Als von den SBB die Einheitswagen III (für RE Bern–Luzern und Neuenburg) übernommen wurden, wurde erwogen, die Steuerwagen für den Betrieb mit den BLS Re 4/4 herzurichten. Stattdessen übernahm die BLS von den SBB zunächst sechs, danach nochmals 6 SBB Re 4/4II.
Da die Vielfachsteuerung der Re 425 nicht mit dem System IIId der von den SBB übernommenen Lokomotiven kompatibel ist, wurden inzwischen zwölf Re 4/4II (und weitere fünf Steuerwagen) der SBB für den Personenverkehr (S-Bahn Bern) übernommen und als Re 420.5 eingereiht.

### Unfälle
Am 2. Februar 1978 fuhr der Schnellzug 385 Brig–Bern in eine Lawine, die im Tal des Jolibachs abgegangen war und die Ausfahrt des Blasbodentunnels weitgehend verschüttet hatte. Die führende Lokomotive Re 4/4 Nr. 183 entgleiste und stürzte von der Ijollibachbrücke ins Tal.
Am 4. August 2007 wurden die Re 4/4 170, 175, 184 und 187 bei einem Unfall im Rangierbahnhof Biel schwer beschädigt. Die 187 wurde anschliessend verschrottet, die anderen Loks wurden bis Ende 2010 wieder aufgebaut.
Am 8. August 2016 brannte auf der Lötschbergsüdrampe bei Hohtenn die Re 4/4 169 aus und wurde im Anschluss dem Abbruch zugeführt.

## Loknummern und Wappen
Alle Lokomotiven tragen seit 1988/89 das Wappen einer Gemeinde, durch die eine Strecke der ehemaligen BLS-Gruppe führt. Die ursprüngliche BLS bildete bis 1996 zusammen mit drei weiteren Privatbahn-Gesellschaften die BLS-Gruppe, eine Betriebsgemeinschaft. Das Rollmaterial wurde schon damals in einem gemeinsamen Nummernschema eingereiht, die formellen Besitzer der Lokomotiven waren dagegen die einzelnen Gesellschaften. Vier Lokomotiven waren daher nicht mit BLS, sondern mit den Initialen der damaligen Eigentümerbahn angeschrieben.
| Liste der Re 4/4 der BLS AG |                    |        |              |              |                        |                        |
| Betriebs-nummer | Taufname           | Wappen | Fabriknummer | Zugsicherung | Bemerkung              | Ausrangierung/AbbruchA |
| Probemaschinen 1964 (2 Stück) und 1967 (3 Stück) als Ae 4/4 II ausgeliefert |                    |        |              |              |                        |                        |
| 161 | Domodossola        |        | SLM 4452     | EuroZUB      | zunächst Ae 4/4 II 261 | Februar 20113          |
| 162 | Court              |        | SLM 4453     | EuroZUB      | zunächst Ae 4/4 II 262 | November 2015          |
| 163 | Grenchen           |        | SLM 4635     | EuroZUB      | zunächst Ae 4/4 II 263 | Dezember 2015          |
| 164 | Lengnau            |        | SLM 4636     | EuroZUB      | zunächst Ae 4/4 II 264 | Oktober 2018           |
| 165 | Moutier            |        | SLM 4637     | EuroZUB      | zunächst Ae 4/4 II 265 | Mai 20174              |
| Serienmaschinen ab 1970 (8 Stück) ausgeliefert |                    |        |              |              |                        |                        |
| 166 | Aeschi             |        | SLM 4804     | EuroZUB      |                        | Oktober 2013           |
| 167 | Ausserberg         |        | SLM 4805     | EuroZUB      |                        | Juli 2016              |
| 168 | Baltschieder       |        | SLM 4806     | EuroZUB      |                        | Oktober 2017           |
| 169 | Bönigen            |        | SLM 4872     | EuroZUB      |                        | August 20165           |
| 170 | Brig-Glis          |        | SLM 4873     | ETCS         |                        |                        |
| 171 | Därligen           |        | SLM 4874     | ETCS         |                        | 2019                   |
| 172 | Eggerberg          |        | SLM 4875     | ETCS         |                        | 2021                   |
| 173 | Lötschental        |        | SLM 4876     | ETCS         |                        | April 2019             |
| Serienmaschinen ab 1972 ausgeliefert (3 Stück) |                    |        |              |              |                        |                        |
| 174 | Frutigen           |        | SLM 4894     | ETCS         |                        | 2021                   |
| 175 | Gampel             |        | SLM 4895     | ETCS         |                        | April 2022             |
| 176 | Hohtenn            |        | SLM 4896     | ETCS         |                        | April 2021             |
| Serienmaschinen ab 1972 an mitbetriebene Bahnen der BLS ausgeliefert (4 Stück) |                    |        |              |              |                        |                        |
| 177 | Zweisimmen         |        | SLM 4897     | ETCS         | Abgeliefert an SEZ     | März 2020              |
| 178 | Schwarzenburg      |        | SLM 4898     | ETCS         | Abgeliefert an GBS     | Dezember 2021          |
| 179 | Bern               |        | SLM 4899     | ETCS         | Abgeliefert an BN      | August 2024            |
| 180 | Ville de Neuchâtel |        | SLM 4900     | ETCS         | Abgeliefert an BN      | Juli 2022              |
| Serienmaschinen ab 1974 ausgeliefert (9 Stück) |                    |        |              |              |                        |                        |
| 181 | Interlaken         |        | SLM 5037     | ETCS         |                        | Januar 2020            |
| 182 | Kandergrund        |        | SLM 5038     | ETCS         |                        |                        |
| 183 | Kandersteg         |        | SLM 50391    | ETCS         |                        |                        |
| 184 | Krattigen          |        | SLM 5040     | ETCS         |                        | Februar 2025           |
| 185 | Lalden             |        | SLM 5041     | ETCS         |                        |                        |
| 186 | Leissigen          |        | SLM 5042     | ETCS         |                        | September 2021         |
| 187 | Mund               |        | SLM 5043     | ETCS         |                        | 20072                  |
| 188 | Naters             |        | SLM 5044     | ETCS         |                        | 2021                   |
| 189 | Niedergesteln      |        | SLM 5045     | ETCS         |                        | 2021                   |
| Serienmaschinen ab 1982 ausgeliefert (6 Stück) |                    |        |              |              |                        |                        |
| 190 | Raron              |        | SLM 5222     | ETCS         | Einholmstromabnehmer   | Juni 2024              |
| 191 | Reichenbach        |        | SLM 5223     | EuroZUB      | Einholmstromabnehmer   |                        |
| 192 | Spiez              |        | SLM 5224     | EuroZUB      | Einholmstromabnehmer   |                        |
| 193 | Steg               |        | SLM 5225     | EuroZUB      | Einholmstromabnehmer   |                        |
| 194 | Thun               |        | SLM 5226     | EuroZUB      | Einholmstromabnehmer   |                        |
| 195 | Unterseen          |        | SLM 5227     | EuroZUB      | Einholmstromabnehmer   |                        |
| A teilweise ist nicht bekannt, wann die Lokomotive entweder ausrangiert oder abgebrochen wurde 1 Lokomotive 183 «Kandersteg» erhielt aufgrund der Entgleisung vom 2. Februar 1978 auf dem Lawinenkegel im Jolibachtobel einen neuen Kasten mit der Fabriknummer SLM 5153 und andere Dachwiderstände. 2 Lokomotive 187 wurde nach einem Unfall am 4. August 2007 im Rangierbahnhof Biel im Juli 2010 verschrottet. 3 Lokomotive 161 wurde im Februar 2011 ausrangiert und Mitte Juli 2011 verschrottet 4 Lokomotive 165 wurde an BLS Historic übergeben 5 Lokomotive 169 brannte am 8. August 2016 zwischen Hohtenn und Ausserberg. Der nach einer Stufenwähler-Explosion erlittene massive Brandschaden führte zur Ausrangierung, und die Lokomotive wurde am 3. Oktober 2016 der Verschrottung zugeführt. |                    |        |              |              |                        |                        |
| |                    |        |              |              |                        |                        |